# Новый Свет (Ленинский район)
Но́вый Свет (крымскотат. Novıy Svet, Новый Свет, укр. Новий Світ) — исчезнувшее село в Ленинском районе Республики Крым, располагавшееся на западном берегу бухты Морской Пехоты Азовского моря, в северной части Керченского полуострова, примерно в 3 км к западу от современного села Курортное.

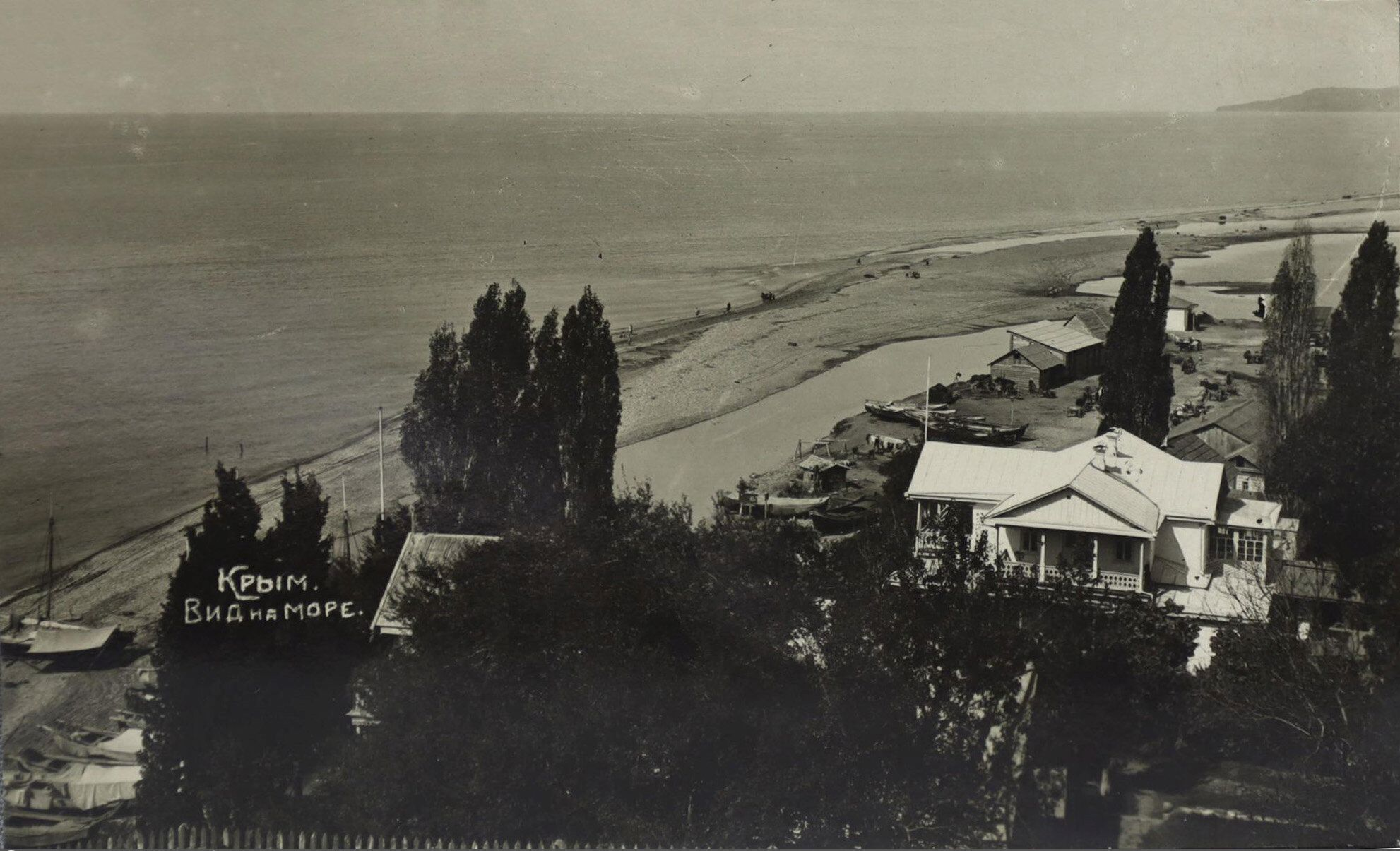
Селение в 1925 году

## История
Впервые в исторических документах Новый Свет встречается на 10-ти верстовке Крыма 1922 года (в составе Керченского района), где оно обозначено, как селение с менее чем 10 дворами. Согласно Списку населённых пунктов Крымской АССР по Всесоюзной переписи 17 декабря 1926 года, в селе Новый Свет, Кезского сельсовета Керченского района, числилось 7 дворов, из них 6 крестьянских, население составляло 39 человек, из них 28 украинцев и 11 русских. Постановлением ВЦИК «О реорганизации сети районов Крымской АССР» от 30 октября 1930 года (по другим сведениям 15 сентября 1931 года) Керченский район упразднили и село включили в состав Ленинского, а, с образованием в 1935 году Маяк-Салынского района (переименованного 14 декабря 1944 года в Приморский) — в состав нового района. В последний раз Новый Свет встречается на подробной карте генштаба РККА 1941 года.